# Super Bowl XXXIX
Il Super Bowl XXXIX è stata la partita tra i Philadelphia Eagles, vincitori della National Football Conference (NFC), e i New England Patriots vincitori della American Football Conference (AFC) giocata il 6 febbraio 2005 per determinare il campione nella stagione del 2004 della National Football League. I Patriots sconfissero gli Eagles con un punteggio di 24–21 nella gara disputata all'Alltel Stadium di Jacksonville, Florida, la prima volta che un Super Bowl fu ospitato da questa città.
I Patriots, che avevano terminato la stagione regolare con un record di 14-2, divennero la prima squadra dai Denver Broncos del 1997–98 a vincere due Super Bowl consecutivi. New England divenne anche la seconda squadra, dopo i Dallas Cowboys, a vincere tre Super Bowl nello spazio di quattro anni. Gli Eagles invece raggiunsero il secondo Super Bowl della storia della franchigia dopo aver terminato la stagione regolare con un record di 13-3.
La gara si mantenne equilibrata e le due squadre si trovarono su un punteggio di 14-14 alla fine del terzo quarto. I Patriots nel quarto periodo segnarono dieci punti con un touchdown da 2 yard di Corey Dillon e un field goal di Adam Vinatieri da 22 yard. Gli Eagles accorciarono lo svantaggio a 24–21, col quarterback Donovan McNabb che passò un touchdown da 30 yard a Greg Lewis a un minuto e 48 secondi alla fine, ma non riuscì a completare la rimonta.
Il wide receiver Deion Branch fu nominato MVP della gara, facendo registrare 11 ricezioni per 133 yard.

## Formazioni titolari
| New England     | Ruolo | Ruolo | Philadelphia     |
| --------------- | ----- | ----- | ---------------- |
| Attacco         |       |       |                  |
| David Givens    | WR    | WR    | Todd Pinkston    |
| Matt Light      | LT    | LT    | Tra Thomas       |
| Joe Andruzzi    | LG    | LG    | Artis Hicks      |
| Dan Koppen      | C     | C     | Hank Fraley      |
| Stephen Neal    | RG    | RG    | Jermane Mayberry |
| Brandon Gorin   | RT    | RT    | Jon Runyan       |
| Daniel Graham   | TE    | TE    | L.J. Smith       |
| Deion Branch    | WR    | WR    | Terrell Owens    |
| Tom Brady       | QB    | QB    | Donovan McNabb   |
| Corey Dillon    | RB    | RB    | Brian Westbrook  |
| Patrick Pass    | FB    | FB    | Josh Parry       |
| Difesa          |       |       |                  |
| Rosevelt Colvin | LE    | LE    | Derrick Burgess  |
| Vince Wilfork   | NT    | LDT   | Corey Simon      |
| Jarvis Green    | RE    | RDT   | Darwin Walker    |
| Willie McGinest | LOLB  | RE    | Jevon Kearse     |
| Tedy Bruschi    | LILB  | LOLB  | Keith Adams      |
| Roman Phifer    | RILB  | MLB   | Jeremiah Trotter |
| Mike Vrabel     | ROLB  | ROLB  | Dhani Jones      |
| Randall Gay     | LCB   | LCB   | Lito Sheppard    |
| Asante Samuel   | RCB   | RCB   | Sheldon Brown    |
| Rodney Harrison | SS    | SS    | Michael Lewis    |
| Eugene Wilson   | FS    | FS    | Brian Dawkins    |

## Punti realizzati
1° quarto
- Nessuno.

2° quarto

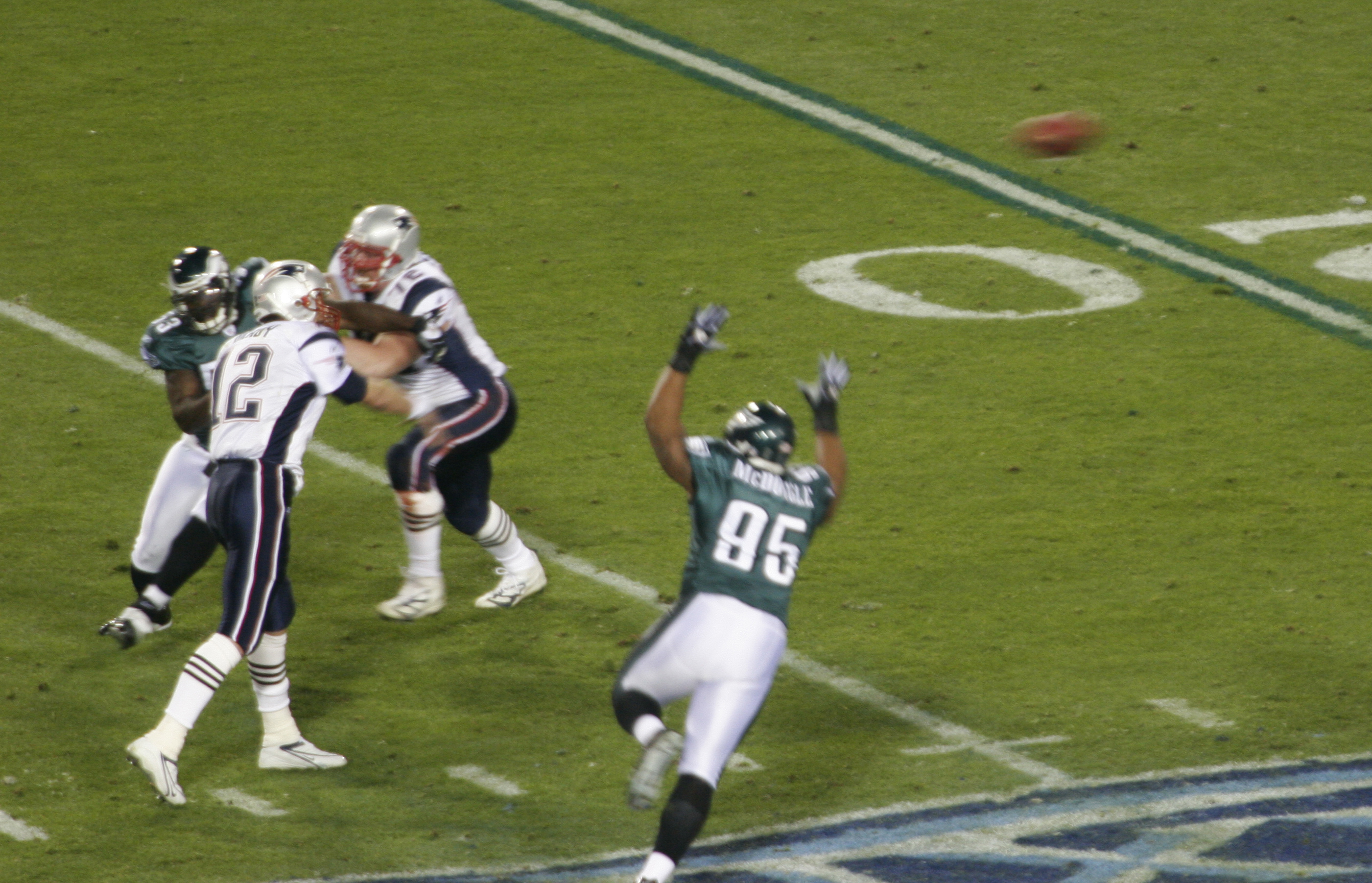
Tom Brady e l'attacco dei Patriots durante il Super Bowl XXXIX.

- touchdown di L.J. Smith su passaggio di 6 yard da Donovan McNabb (extra-point convertito) - 0-7
- touchdown di David Givens su passaggio di 4 yard da Tom Brady (extra-point convertito) - 7-7

3° quarto
- touchdown di Mike Vrabel su passaggio di 2 yard da Tom Brady (extra-point convertito) - 14-7
- touchdown di Brian Westbrook su passaggio di 10 yards da Donovan McNabb (extra-point convertito) - 14-14

4° quarto
- touchdown di Corey Dillon su corsa di 2 yard (extra-point convertito) - 21-14
- field goal di 22 yard di Adam Vinatieri - 24-14
- touchdown di Greg Lewis su passaggio di 30 yard da Donovan McNabb (extra-point convertito) - 24-21

## Nella cultura di massa
Questa edizione viene citata ne I Simpson anche se le squadre non vengono menzionate. Homer dopo aver avuto un discreto successo come coreografo per le esultanze dei campioni sportivi, viene contattato dalla lega di Football per organizzare l'halftime show, ma non avendo idee chiede aiuto a Ned Flanders e insieme mettono su uno show sulla storia della Bibbia.